# Arische Jugend
Arische Jugend, eigentlich René Tucholski (* vor 1999), ist ein deutscher rechtsextremer Liedermacher.

## Leben
1999 veröffentlichte Tucholski unter dem Pseudonym „Arische Jugend“ sein Debütalbum als Liedermacher. 2006 folgten die Alben Von Trotz und Treue und Sturmabende. Arische Jugend beteiligte sich 2010 unter dem Kürzel A.J. an der NPD-Schulhof-CD Freiheit statt BRD.
Die bisher letzte Veröffentlichung war eine Split-CD mit dem Liedermacher Teja. Als Tucholski aus der Rheinland-Pfalz nach Niedersachsen umzog, legte die niedersächsische Verfassungsschutzbehörde in ihrem Bericht 2010 seinen Namen offen. Bis auf die CD Von Trotz und Treue wurden alle Veröffentlichungen des Liedermachers, die zum Großteil in Eigenproduktion entstanden waren, von der Bundesprüfstelle für jugendgefährdende Medien indiziert.

## Ideologie
Die Texte von Arische Jugend sind nationalsozialistisch, antisemitisch und volksverhetzend. Unter anderem wird der Holocaust relativiert und mit den Luftangriffen auf Dresden gleichgesetzt sowie zum Mord an Juden aufgerufen. Im Beiheft der CD Deutsche Gedanken finden sich außerdem zwei laut Verfassungsschutz strafrechtlich relevante Zitate aus Adolf Hitlers Mein Kampf. Auf der CD selbst befinden sich, laut Aussage des Verfassungsschutzes, Texte, die „die Kriegsschuld Deutschlands am Zweiten Weltkrieg relativieren [und] solche, die den Nationalsozialismus verherrlichen.“

## Diskografie
- 1999: Juda raus (indiziert am 31. August 2004, Liste B[6])
- 2006: Von Trotz und Treue
- 2006: Sturmabende (indiziert am 29. Juni 2007, Liste B[7])
- 2010: Deutsche Gedanken (Split-CD mit Teja, indiziert am 28. Mai 2010, Liste B[8])
- 2012: Stille und Besinnung